# Бруно де Клінсен
Бруно де Клінсен (8 лютого 1954) — бельгійський хокеїст на траві. Увійшов до складу збірної Бельгії на літніх Олімпійських іграх 1976 у Монреалі, де вона посіла 9-те місце. Грав у полі, зіграв 2 матчі і забив 1 гол у ворота збірної Канади.